# Szybki pancernik

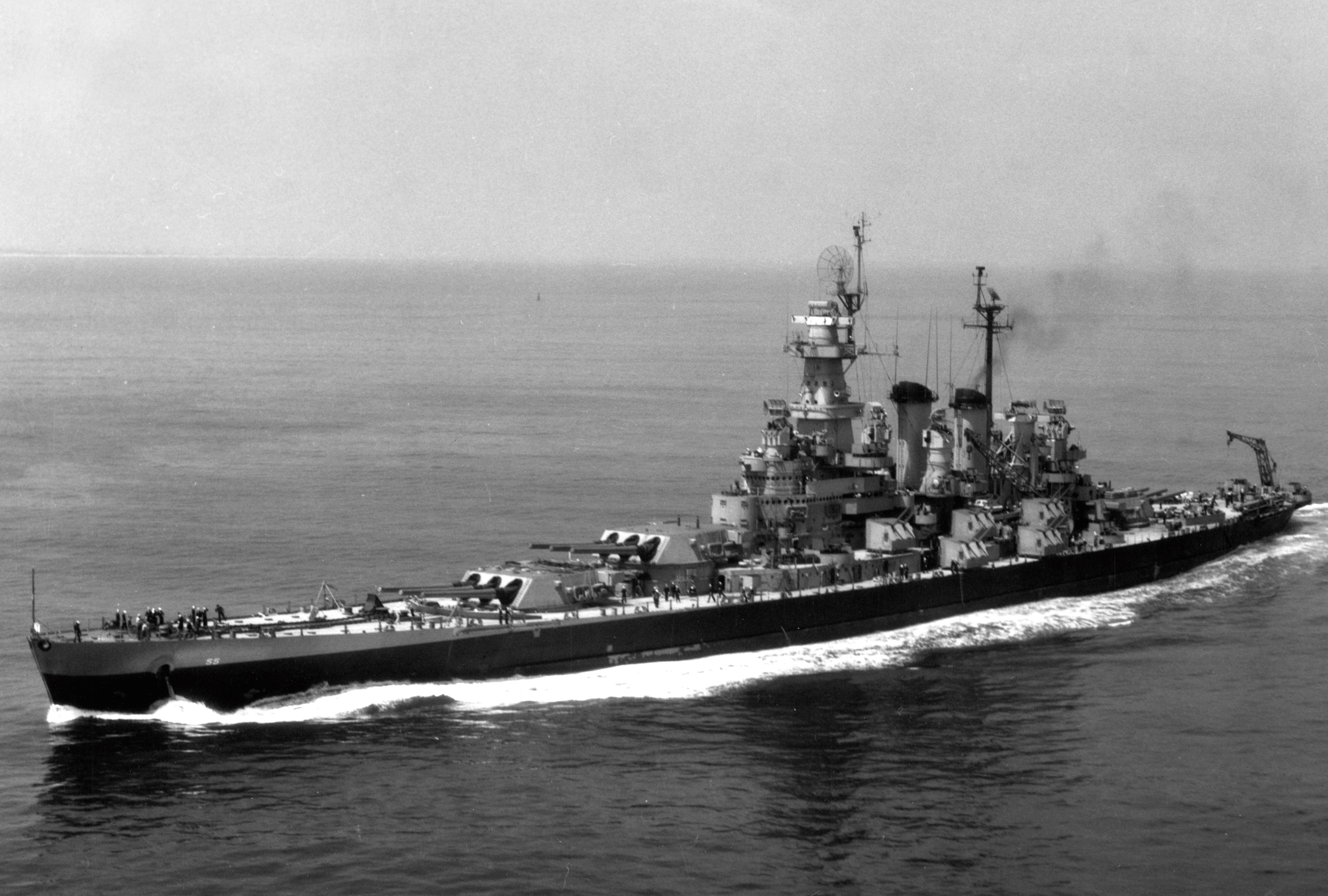
USS „North Carolina” (BB-55) pierwszy amerykański szybki pancernik

Szybki pancernik – generacja okrętów liniowych budowanych w okresie międzywojennym i II wojny światowej, która wyewoluowała z koncepcji krążowników liniowych, zakładając budowę pancerników z opancerzeniem, ochroną przeciwtorpedową i uzbrojeniem dorównującym dotychczasowym pancernikom, szybkością maksymalną zaś dorównującym krążownikom.
W koncepcji krążowników liniowych poświęcono stopień ochrony biernej okrętu na rzecz przewyższającej pancerniki szybkości i dorównującego im uzbrojenia. Zatopienie jednak trzech brytyjskich krążowników liniowych w bitwie jutlandzkiej, potwierdziło słuszność niemieckiej koncepcji, stawiającej nacisk na jak najlepszą ochronę okrętów, nawet kosztem instalacji uzbrojenia o mniejszym kalibrze. Dzięki postępowi technicznemu w zakresie inżynierii okrętowej, w okresie międzywojennym możliwe stało się zaprojektowanie okrętu lepiej chronionego od dotychczasowych pancerników, z uzbrojeniem przynajmniej im dorównującym, prędkością maksymalną dorównujących natomiast krążownikom.
Próby konstrukcji okrętów spełniających założenia koncepcji szybkiego pancernika, podejmowano już pod koniec I wojny światowej we wszystkich najsilniejszych państwach morskich, w Stanach Zjednoczonych. Japonii, we Włoszech, w Niemczech, Rosji i w Wielkiej Brytanii. Mimo że jedynie nieliczne z tych okrętów zostały ukończone, jednostki te ustanowiły trend dla następnej wielkiej rozbudowy głównych flot, dwie dekady później. W rzeczywistości, szybki postęp techniczny umożliwił wówczas praktyczne połączenie krążownika liniowego z pancernikiem, pod postacią szybkiego pancernika.
Pewien wpływ na rozwój szybkich pancerników, miały także ograniczenia narzucone traktatem waszyngtońskim z 1922 roku. Ograniczając bowiem wyporność pancerników do 35 000 ton standardowych, a innych okrętów do 10 000 ton (co spowodowało powstanie klasy krążowników ciężkich), wymusił szybki rozwój sprawnych i lekkich napędów okrętowych oraz innych technik ograniczania wagi urządzeń okrętowych, celem minimalizacji wyporności standardowej jednostek, przy jednocześnie jak najlepszym opancerzeniu.